# Mabel Collins
Mabel Collins (Saint Peter Port, 9 settembre 1851 – Gloucester, 31 marzo 1927) è stata una scrittrice inglese. Nonché un personaggio importante della teosofia.

## Opere
- Il Fiore e il Frutto (1888)
- L'Idillio del Loto Bianco (1890)
- Morial Mahatma (1892)
- Suggestione (1892)
- La Stella di Zaffiro (1896)
- La Storia del Sensa (1913)
- La Luce sul Sentiero
- Attraverso le Porte D'Oro
- Come Conquistare la vera Pace Spirituale

Mabel Collins fu coautrice insieme ad Everett F. Bleiber del libro di 81 pagine pubblicato nel 1948 dalla Shasta Publishers, The Checklist of Fantastic Literature, ovvero La lista di controllo della letteratura fantastica”.